# Nakhon Nayok (Provinz)
Nakhon Nayok (thailändisch นครนายก) ist eine Provinz (Changwat) in Thailand. Sie wird je nach Abgrenzung zur Zentral- oder zur Ostregion gezählt.

## Geographie

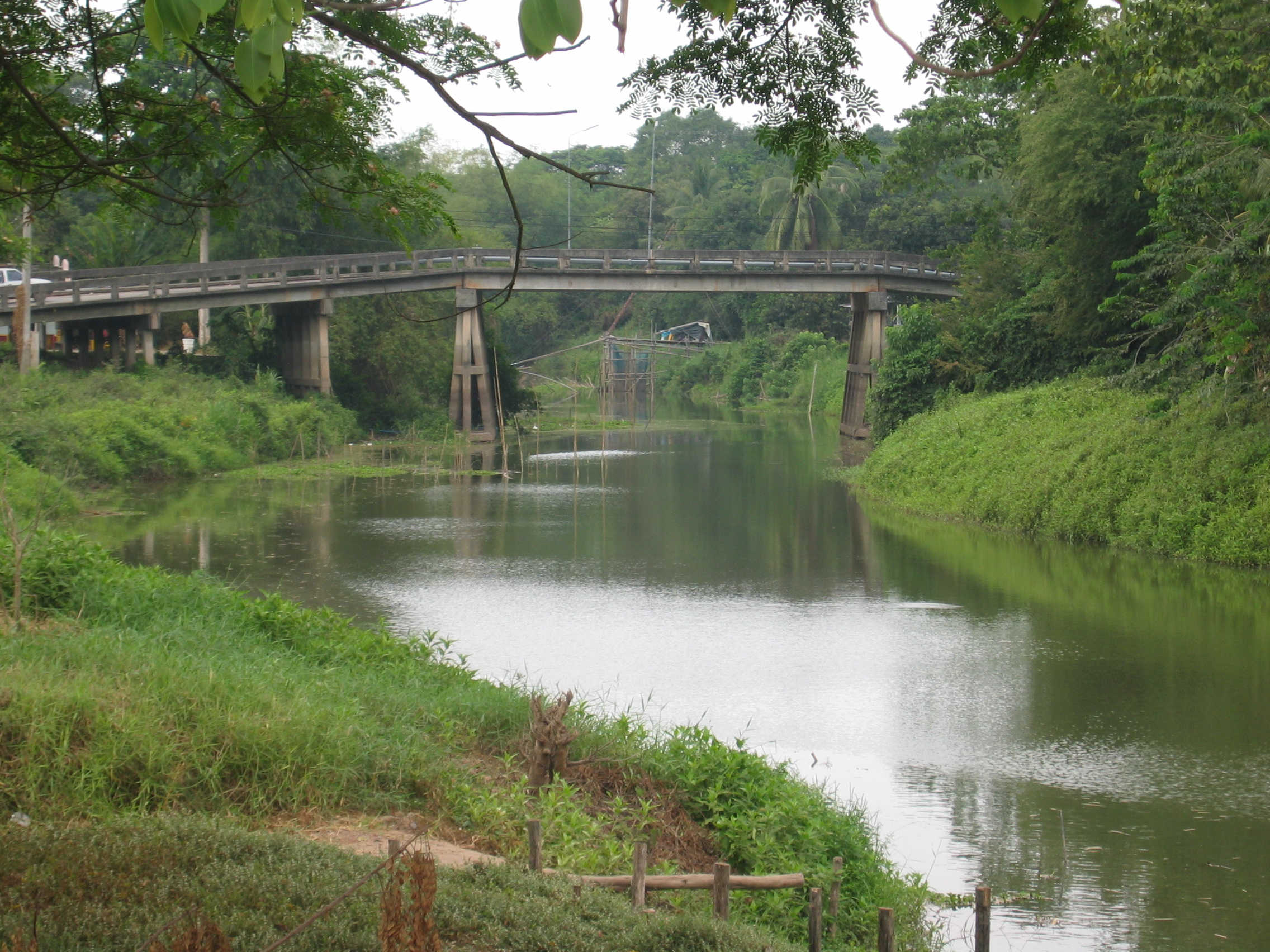
Fluss in der Provinz Nakhon Nayok

Der nördliche Teil der Provinz liegt in dem bergigen Gebiet der Dong-Phaya-Yen-Berge, welche auch Teil des Khao-Yai-Nationalparks sind. Der höchste Berg ist der 1.292 Meter hohe Yot Khao Khiao. Der zentrale Teil der Provinz ist flaches Schwemmland, welches durch den Mae Nam Nakhon Nayok gebildet wurde, während der Süden größtenteils unfruchtbaren Boden aufweist.
Die Haupt-Wasseressource der Provinz ist der Mae Nam Nakhon Nayok (Nakhon-Nayok-Fluss). Er mündet bei Pak Nam Yothaka im Amphoe Ban Sang (Provinz Prachin Buri) in den Mae Nam Prachin Buri, der von da an Mae Nam Bang Pakong heißt.
| Benachbarte Provinzen: | Benachbarte Provinzen:          |
| ---------------------- | ------------------------------- |
| Norden                 | Saraburi                        |
| Osten                  | Nakhon Ratchasima, Prachin Buri |
| Süden                  | Chachoengsao                    |
| Westen                 | Pathum Thani                    |

## Wirtschaft
Das „Gross Provincial Product“ (Bruttoinlandsprodukt) der Provinz betrug 2011 19,630 Milliarden Baht.
Die am stärksten zur Wirtschaftsleistung der Provinz beitragende Branche war im Jahr 2011 die Landwirtschaft mit 5,253 Mrd. Baht, gefolgt von Verwaltung, Verteidigung und verpflichtender Sozialversicherung mit 2,463 Mrd. Baht, dem verarbeitenden Gewerbe mit 2,400 Mrd. Baht sowie dem Groß- und Einzelhandel mit 2,083 Mrd. Baht.

## Geschichte
Die Provinz Nakhon Nayok hat eine Geschichte von über 900 Jahren. Die erste Besiedlung geschah wahrscheinlich bereits während der Dvaravati-Zeit, wie Funde im Dorf Ban Dong Lakhon südlich der Provinzhauptstadt zeigen. In der Zeit von König U Thong, dem Gründer des Königreichs Ayutthaya, war es eine Garnison an der östlichen Grenze. Obwohl es damals nur eine bewaldete, sonst aber unfruchtbare Gegend war, hieß sie Ban Na (Dorf des Reisfeldes). Durch Dschungelfieber und unproduktiven Ackerbau waren die Siedler aber gezwungen, sich anderswo niederzulassen. Erst in der Rattanakosin-Zeit wurde eine neue Gemeinschaft gegründet, das aber nur, weil der König hier die Steuer auf Reisfelder nicht erhob. Daher wurde die Stadt Mueang Na Yok genannt, welches etwa heißt „Stadt ohne Reisfeld-Steuer“.
Unter König Chulalongkorn (Rama V.) wurde Nakhon Nayok Teil der Provinz Prachin Buri. Erst später wurde sie zur selbständigen Provinz erklärt.
Am 1. Januar 1943 löste die Regierung die Provinz auf, Amphoe Ban Na wurde der Provinz Saraburi zugeschlagen, alle anderen Landkreise der Provinz Prachin Buri.
Am 9. Mai 1946 wurde diese Entscheidung rückgängig gemacht, und die Provinz erneut eingerichtet.

## Militär
In der Provinz Nakhon Nayok befinden sich die Chulachomklao-Militärakademie des thailändischen Heeres (Amphoe Mueang) sowie die Vorbereitungsschule der thailändischen Streitkräfte (Amphoe Ban Na).

## Symbole

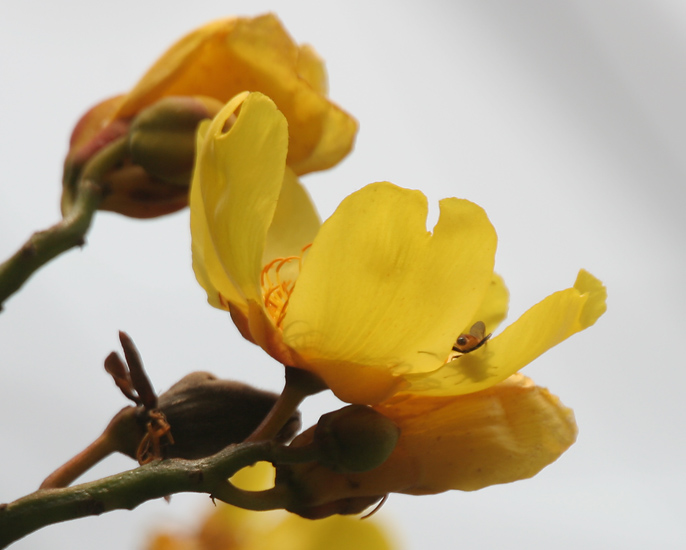
Blüte des Seidenbaumwollbaums

Das Siegel der Provinz zeigt einen Elefanten, der eine Ähre Reis im Rüssel hält als Symbol für fruchtbare Reisfelder und zahlreiche Wild-Elefanten. Die Stroh-Mieten, Berge und Wolken stehen für landschaftliche Schönheit.
Der Baum und die Blüte der Provinz ist der Seidenbaumwollbaum (Cochlospermum religiosum).
Der Wahlspruch der Provinz Nakhon Nayok lautet:

„Nakhon Nayok, das Traumland der Morgenröte genannt,

voller schöner Berge und Wasserfälle,

Reich und gesegnet an Naturschönheiten,

Kein Gift und keine Verschmutzung in der Luft wie in Großstädten.“

## Verwaltungseinheiten

### Provinzverwaltung
Die Provinz ist unterteilt in 4 Kreise (Amphoe), 41 Gemeinden (Tambon) und 403 Dörfer (Muban).
| \| Nr. \| Amphoe-Name \| Thai \| \| --- \| -------------------------- \| ---------------- \| \| 1. \| Amphoe Mueang Nakhon Nayok \| อำเภอเมืองนครนายก \| \| 2. \| Amphoe Pak Phli \| อำเภอปากพลี \| \| 3. \| Amphoe Ban Na \| อำเภอบ้านนา \| \| 4. \| Amphoe Ongkharak \| อำเภอองครักษ์ \| |                            |                  |
| Nr. | Amphoe-Name                | Thai             |
| 1. | Amphoe Mueang Nakhon Nayok | อำเภอเมืองนครนายก |
| 2. | Amphoe Pak Phli            | อำเภอปากพลี       |
| 3. | Amphoe Ban Na              | อำเภอบ้านนา       |
| 4. | Amphoe Ongkharak           | อำเภอองครักษ์      |

### Lokalverwaltung
Für das ganze Gebiet der Provinz besteht eine Provinz-Verwaltungsorganisation (องค์การบริหารส่วนจังหวัด, kurz อบจ., Ongkan Borihan suan Changwat; englisch Provincial Administrative Organization, PAO).
In der Provinz gibt es eine Stadt (เทศบาลเมือง, Thesaban Mueang) – Nakhon Nayok (เทศบาลเมืองนครนายก) – und fünf Kleinstädte (เทศบาลตำบล, Thesaban Tambon).